# Sanatori Antituberculós
El Sanatori Antituberculós és una obra modernista de Barcelona protegida com a Bé Cultural d'Interès Local.

## Descripció
Edifici aïllat situat al barri de can Rectoret de l'arquitecte Joan Rubió i Bellver construït entre el 1903 i el 1905. Originàriament estava format per un conjunt d'edificacions destinades a un sanatori antituberculós de les quals només se n'ha conservat la bugaderia o safareig, una zona utilitzada per la neteja i desinfecció de les instal·lacions.
L'edifici de dos pisos presenta un cos central de planta circular rodejada per una mena d'absidioles semicirculars amb les cobertes còniques revestides de trencadís ceràmic. Al parament de la façana trobem per nombroses obertures consistents amb finestres corregudes. Disposa de dos nivells amb finestres corregudes que trenquen el parament de la façana. A la planta baixa s'hi accedeix per la porta situada a la part nord, mentre que a la primera hi ha un pont. Tot l'edifici és fet amb totxo massís. En destaca la simplicitat, la complexitat espacial i l'elegància constructiva dels safareigs.

## Història
Aquest edifici respon a un projecte més ampli d'urbanització de torres aïllades en una primera fase i d'una zona de jardins residencials en un segon projecte. La Societat Anònima del Tibidabo promou la casa Roviralta, la Casacoberta i Fornells i el conjunt residencial de El frare Blanc per la família Roviralta entre el 1901 i el 1907 però acabat posteriorment el 1914.
En una segona fase de promoció, però que no va acabar-se de posar a la pràctica, s'havia d'enllaçar el vessant nord de la muntanya fins al ferrocarril de Sabadell i Terrassa. El projecte anava destinat a l'ús del Tibidabo com una ciutat jardí residencial amb un segon funicular fins al Sanatori Antituberculós. D'aquest conjunt només es va arribar a construir el Sanatori per l'empresa denominada precisament Sanatori del Tibidabo, S.A. Aquesta edificació, però, no va arribar mai a utilitzar-se i va ser destruïda durant la guerra civil. Actualment en mal estat, només es conserva l'edifici projectat el 1903 com un espai aïllat destinat a safareig i desinfecció del sanatori.